# Ácido metacrílico
Ácido metacrílico, abreviado MAA (do inglês methacrylic acid), é um composto orgânico. Este líquido viscoso incolor é um ácido carboxílico com um odor acre desagradável. É solúvel em água quente e miscível com a maior parte dos solventes orgânicos. O ácido metacrílico é produzido industrialmente em grande escala, como um precursor para os seus ésteres, especialmente o metacrilato de metila (MMA) e poli(metacrilato de metila) (PMMA). 